# EUMETNET
EUMETNET (European Meteorological Network) – europejska organizacja skupiająca narodowe służby meteorologiczne z 31 krajów. Jej celem jest stworzenie podstaw do współpracy tych służb w zakresie ustalania wspólnych standardów w wymianie danych i prognoz meteorologicznych, kontroli ich jakości, formatów itp. Odbywa się to poprzez organizację programów współpracy pomiędzy krajami członkowskimi. EUMETNET powstał w 1995 r., jego siedziba mieści się w Brukseli.
Członkami EUMETNET są: Austria, Belgia, Chorwacja, Cypr, Czarnogóra, Czechy, Dania, Estonia, Finlandia, Francja, Grecja, Hiszpania, Holandia, Islandia, Irlandia, Luksemburg, Łotwa, Macedonia Północna, Malta, Niemcy, Norwegia, Polska, Portugalia, Serbia, Słowacja, Słowenia, Szwajcaria, Szwecja, Wielka Brytania, Węgry i Włochy. Krajami współpracującymi są Bułgaria, Litwa i Rumunia.

## Programy EUMETNET
W ramach EUMETNET obecnie prowadzone są następujące programy:

### Zakres „Pomiary”
- E-AMDAR (Aircraft Meteorological Data Relay)
- E-ASAP (Automated Shipboard Aerological Programme)
- E-SURFMAR (The Surface Marine Observation Programme)
- E-PROFILE (Radar Wind Profilers and Backscatter Lidars)
- E-GVAP (The GNSS Water Vapour Programme)
- OPERA (Operational Programme for the Exchange of Weather Radar Information)

### Zakres „Prognozy”
- FPM (Forecasting Programme Management)
- C-SRNWP (Coordination - Short Range Numerical Weather Prediction)
- Nowcasting
- EMMA (European Multi-services Meteorological Awareness)
- EMMA-H (EMMA Hydrology)
- SRNWP-EPS (Short Range Numerical Weather Prediction - Ensemble Prediction System)
- EUMETCAL (European Meteorological Computer Assisted Learning)

### Zakres „Klimat”
- Climate Programme
- Operational Services
- Support to Members